# Mina quasi Jannacci
Mina quasi Jannacci è il trentunesimo album in studio della cantante italiana Mina, pubblicato nell'ottobre 1977 dalla PDU con distribuzione EMI Italiana.

## Descrizione
Venduto inizialmente come album doppio insieme a Mina con bignè e poi singolarmente. Contiene dieci canzoni di Enzo Jannacci reinterpretate da Mina, che duetta con l'autore (che parla senza cantare) in E l'era tardi. Di fatto si tratta di un album tributo al cantautore milanese.
Stampato su CD (PDU 7906952) e nel 2001 rimasterizzato sullo stesso supporto (PDU 5354502).
Arrangiamenti e direzione orchestrale: Gianni Ferrio.
Tecnico del suono: Nuccio Rinaldis.

## I brani
Canzoni in prevalenza già cantate dall'autore (vedi sezione "Versioni originali..." sotto), tranne gli inediti:
- Vita vita

Utilizzata lo stesso anno per la colonna sonora del film Gran Bollito, di Mauro Bolognini: è il tema principale della pellicola ed è presente sia nei titoli di apertura sia in quelli di coda. Non risulta incisa da Jannacci.
- Ecco tutto qui

Nonostante la musica fosse già stata usata dall'autore nel pezzo Dagalterun fandango (da O vivere o ridere) del 1976; è l'unica canzone la cui versione del cantautore comparirà successivamente all'incisione di Mina, nel 1979 in Foto ricordo.

## Tracce
Testi e musiche di Enzo Jannacci, se non altrimenti indicato.
Lato A
1. Rino – 2:15 (edizioni musicali RCA/IMPALA)
2. E l'era tardi (feat. Enzo Jannacci) – 3:32 (edizioni musicali RRR)
3. Saxophone – 3:19 (testo: con Beppe Viola; edizioni musicali RCA/IMPALA)
4. Vincenzina e la fabbrica – 3:50 (edizioni musicali IMPALA/Prima)
5. Tira a campà – 5:30 (testo: Lina Wertmüller, Beppe Viola – musica: Enzo Jannacci; edizioni musicali Ediesse)

Lato B
1. La sera che partì mio padre – 4:23 (edizioni musicali RCA)
2. Vita vita – 3:43 (testo: con Beppe Viola; edizioni musicali PDU/IMPALA)
3. E sapere (E savè) – 4:30 (edizioni musicali SIAE)
4. Sfiorisci bel fiore – 3:55 (edizioni musicali RRR/Redi)
5. Ecco tutto qui – 3:50 (edizioni musicali PDU/IMPALA)

## Versioni originali di Enzo Jannacci
- 1964 - E l'era tardi: nell'album La Milano di Enzo Jannacci.
- 1965 - Sfiorisci bel fiore: unica incisione sul singolo Sfiorisci bel fiore/Non è vero con un testo modificato rispetto all'edizione dal vivo in Enzo Jannacci in teatro (1964).
- 1968 - La sera che partì mio padre: nell'album Vengo anch'io. No, tu no.
- 1975 - Vincenzina e la fabbrica: nell'album Quelli che..., preceduto dal singolo dell'ottobre 1974.
- 1976 - Tira a campà: nell'album O vivere o ridere e lato B del singolo Rido/Tira a campà; utilizzato nella colonna sonora originale del film Pasqualino Settebellezze.
- 1977 - Rino e Saxophone: nell'album Secondo te...Che gusto c'è?.

Saxophone, con il testo parzialmente diverso, è anche lato B del singolo Secondo te... che gusto c'è?/Saxophone e nella colonna sonora del film di Renato Pozzetto con lo stesso titolo (1978).
- 1977 - E sapere: nell'album Secondo te...Che gusto c'è?, versione in italiano diversa da quella in Jannacci Enzo del 1972. L'originale in dialetto milanese intitolato E savè è invece nell'LP Sei minuti all'alba (1966).
- 1979 - Ecco tutto qui: nell'album Foto ricordo.